# Осада Магдебурга (1631)
Осада Магдебурга, также известная как «Магдебургская свадьба» (нем. Magdeburger Hochzeit) или «Магдебургская жертва» (нем. Magdeburgs Opfergang) — захват протестантского города Магдебург 20—24 мая 1631 года армиями Священной Римской империи и Католической лиги. Итогом осады стала гибель 20 тысяч защитников города и мирных жителей, что сделало её самой кровопролитной бойней Тридцатилетней войны. Имевший более 25 тысяч жителей и бывший одним из крупнейшим немецких городов Магдебург смог восстановить былое величие лишь в XVIII веке.

## История
Магдебург был важным опорным пунктом протестантов на севере Германии. Когда шведский король Густав II Адольф в июне 1630 года высадился в Померании — Магдебург стал его союзником. Когда Густав Адольф осадил Ландсберг-на-Варте, предводитель войск католической лиги, граф Тилли, двинулся в Бранденбург с главными силами, надеясь вынудить шведского короля к генеральному сражению, и выделив осадный корпус под командованием генерала Паппенгейма для осады Магдебурга, защищаемого маркграфом Кристианом Бранденбургским. 17 августа Паппенгейм (3 тысячи пехоты и около 1,5 тысяч кавалерии) подошёл к городу и овладел ближайшими селениями на левом берегу Эльбы, но не решился штурмовать, поджидая прибытия Тилли. Однако шведы уклонялись от сражения, маневрируя вдоль Одера, и Тилли был вынужден следовать за ними.
3 апреля 1631 года Густав Адольф взял Франкфурт, а 6 апреля — Ландсберг. Узнав об этом, Тилли направился к Магдебургу и приступил к энергичной осаде города, надеясь, что Густав II Адольф двинется на выручку важного протестантского центра. В конце мая с 23 тысячами пехоты, 3 тысячами кавалерии и 86 орудиям Тилли подступил к Магдебургу.
Гарнизон Магдебурга состоял из 2 тысяч человек пехоты и 300 человек кавалерии. Хотя по настоянию коменданта Фалькенберга были приняты меры по усилению городской ограды внешними постройками на обоих берегах Эльбы, однако ни он, ни маркграф не пользовались полной свободой действий, будучи стеснены в своих распоряжениях городским магистратом. Впрочем, благодаря деятельности Фалькенберга и слабости осадного отряда укрепления были усилены, оборона организована, и осаждённые могли бы продержаться ещё долго, если бы прибытие Тилли не изменило оборота дел. В течение двух недель имперцы овладели всеми наружными укреплениями. Положение города становилось критическим.
Между тем Паппенгейм во главе 5 пехотных полков перешёл на правый берег Эльбы и занял оставленное Фалькенбергом предместье Нейштадт, откуда должен был вести главную атаку; но его батареи не наносили существенного вреда, а плохо направленные мины попортили больше собственные осадные работы; чтобы дойти до гласиса, ему понадобилось 23 дня, хотя расстояние не превышало 300 шагов; между тем, именно с этой стороны находилась слабейшая часть города, так как ров был неглубок и эскарп низкий.
27 апреля Тилли потребовал сдачи, но получил отказ. На собранном 9 мая военном совете было решено штурмовать Магдебург. 10 мая, в 5 часов утра, одновременно со всех сторон. Тем временем Фалькенберг разделил горожан на 18 отрядов по числу городских частей и распределил их для обороны. Защитники Магдебурга должны были в течение дня стоять на стенах, а на ночь половина гарнизона отпускалась по домам для отдыха.
Паппенгейм первый двинул свои войска (впереди пехота, за нею спешенные кавалеристы), без труда взобрался на бруствер, снял бывшие там слабые посты и ворвался в город. С 8 до 10 часов утра на улицах кипел ожесточенный бой. Быть может, Паппенгейм был бы сброшен обратно в ров, если бы пуля не сразила поспешившего на выстрелы храброго коменданта. С этой минуты участь Магдебурга была решена, число штурмующих возрастало с каждой минутой, но обороняющиеся защищались с мужеством. В полдень Магдебург был во власти имперцев.

## Разорение Магдебурга
Озлобленные долгой осадой солдаты вышли из-под контроля и начали резню. Город был разграблен, разрушен и сожжён, из 30 тысяч горожан выжило не более 5 тысяч. Чтобы избежать эпидемий, в последующие две недели обугленные трупы просто сбрасывали в Эльбу. Паппенгейм написал в письме:
Город потерял не менее 20 тысяч душ, и воистину не было видано большего ужаса и божественного суда со времён разрушения Иерусалима. Все наши солдаты стали богачами. С нами Бог!
Кровопролитие сменилось грабежом, грабеж — пожаром. Видя, что граждане продолжают сопротивление на улицах, Паппенгейм приказал поджечь город с одной стороны, чтобы побудить защитников идти туда для спасения горевшего квартала; граждане сами подожгли другой квартал, чтобы остановить грабителей. Через 12 часов цветущий и богатый город Германии обратился в груду пепла. Разгром Магдебурга, возмутивший всех протестантов Европы и вызвавший в Германии негодование против шведского короля, бездействие которого казалось главной причиной бедствия, составляет бесспорно один из знаменитых фактов Тридцатилетней войны: ни одно событие не способствовало в такой степени поддержанию ненависти между католиками и протестантами, как разрушение этого богатого города; память о том передавалась из поколения в поколение в течение нескольких веков. Хотя некоторые военные писатели и утверждали, что шведский король оказал нерешительность, не двигаясь на выручку Магдебургу, однако, нельзя его упрекать в том, что он не предпринял рискованные операции, не обеспечив свою операционную линию занятием Кюстрина и Шпандау. Он не был уверен в курфюрсте Бранденбургском, ещё менее в курфюрсте Саксонском, а при такой обстановке поражение могло иметь для шведов самые гибельные последствия и повести к потере в один день плодов стольких усилий.
Из тридцати тысяч жителей в Магдебурге уцелело около пяти тысяч, в основном это были женщины. Солдаты спасали женщин и уводили их в свой лагерь, а лишь затем начинали заниматься грабежом. Затем Тилли послал к своим солдатам священников, чтобы уговаривать их жениться на изнасилованных ими женщинах. Оставшимся в живых в Магдебурге мужчинам разрешалось выкупить своих женщин, нанимаясь в услужение к солдатам. Чтобы предотвратить эпидемию, Тилли распорядился сбрасывать валявшиеся в городе трупы в Эльбу. Это заняло две недели. Ниже города берега реки были усеяны распухшими трупами.
После этого погрома Магдебург долго оставался в развалинах, а в 1636 году был вынужден сдаться войскам имперско-саксонской армии.
После 1631 года среди участников Тридцатилетней войны вошёл в обиход термин «магдебургизация» (Magdeburgisieren), обозначающий полное разрушение и разграбление.